# Elecciones al Parlamento Vasco de 2009
Las elecciones al Parlamento Vasco de 2009, que abrieron paso a la IX Legislatura, se celebraron el día 1 de marzo de 2009, el mismo día que las elecciones al Parlamento de Galicia. Fueron anunciadas por el entonces lendakari, Juan José Ibarretxe, el 2 de enero de 2009.

## Contexto político
Entre los elementos más significativos de estas elecciones se encuentran que la izquierda abertzale, representada en las anteriores elecciones por Partido Comunista de las Tierras Vascas (EHAK-PCTV) quedó fuera de la Cámara, al ser ilegalizadas todas las marcas electorales estimadas continuadoras de la actividad de Batasuna, y que el Partido Nacionalista Vasco (PNV) y Eusko Alkartasuna (EA) concurrieron por separado, a diferencia de las dos citas electorales al Parlamento Vasco anteriores. Asimismo, Ezker Batua-Berdeak y Aralar no repitieron la coalición de las elecciones municipales y forales de 2007. Por otra parte, fueron las primeras elecciones autonómicas en las que se presentó Unión Progreso y Democracia (UPyD). 
En relación con los intentos por parte de la izquierda abertzale para presentarse a las elecciones, se presentaron dos listas diferentes en los tres territorios: una agrupación de electores denominada Demokrazia 3 Milioi, "Democracia 3 Millones" (D3M), en cuyas candidaturas aparecían miembros de anteriores candidaturas ilegalizadas, y el partido Askatasuna, el cual había presentado escasa actividad hasta entonces. Ambas listas fueron anuladas el 8 de febrero de 2009 por el Tribunal Supremo. La anulación fue confirmada por el Tribunal Constitucional el 12 de febrero. Tras la confirmación de la anulación de las candidaturas, la agrupación D3M llamó al voto nulo, utilizando sus papeletas ilegalizadas.
Respecto al anterior proceso electoral, las generales de marzo de 2008 habían supuesto, por primera vez desde la restauración de la democracia, la derrota del PNV a manos del PSE-EE tanto en el global de la comunidad autónoma como en cada uno de sus territorios históricos. Por otra parte, Eusko Alkartasuna perdió su representación en el Congreso, en tanto que Ezker Batua no consiguió recuperar el escaño que había obtenido en 1996:
| Elecciones generales de 2008 en el País Vasco            |         |       |                 |                     |                   |                   |      |
| Partido                                                  | Votos   | %     | Escaños (Álava) | Escaños (Guipúzcoa) | Escaños (Vizcaya) | Escaños (totales) | Dif. |
| Partido Socialista de Euskadi-Euskadiko Ezkerra (PSE-EE) | 430.690 | 38,14 | 2               | 3                   | 4                 | 9                 | +2   |
| Partido Nacionalista Vasco (EAJ-PNV)                     | 306.128 | 27,11 | 1               | 2                   | 3                 | 6                 | -1   |
| Partido Popular (PP)                                     | 209.244 | 18,53 | 1               | 1                   | 1                 | 3                 | -1   |
| Ezker Batua-Berdeak (EBB)                                | 50.403  | 4,46  | 0               | 0                   | 0                 | 0                 | 0    |
| Eusko Alkartasuna (EA)                                   | 50.371  | 4,46  | 0               | 0                   | 0                 | 0                 | -1   |
| Aralar                                                   | 29.989  | 2,66  | 0               | 0                   | 0                 | 0                 | 0    |

Los resultados del Euskobarómetro de noviembre de 2008 mostraron un empate técnico a escaños entre el PNV y el PSE con una ligera ventaja para el primero en voto popular. Una mayoría de votantes (47%) prefería un cambio de lehendakari (frente a un 42% que no lo quería), si bien el candidato preferido para la mitad del electorado era Juan José Ibarretxe, por solo un 22% de Patxi López.
| Euskobarómetro de noviembre de 2008                      |                           |                    |                         |                           |                               |                             |                             |        |
| Partido                                                  | Intención directa de voto | Estimación de voto | Porcentaje estimado (%) | Escaños estimados (Álava) | Escaños estimados (Guipúzcoa) | Escaños estimados (Vizcaya) | Escaños estimados (totales) | Dif.   |
| Partido Nacionalista Vasco (EAJ-PNV)                     | 390.000                   | 400.000            | 34                      | 7(+1)                     | 9(+1)                         | 11(-1)                      | 26-28                       | +4/+6a |
| Partido Socialista de Euskadi-Euskadiko Ezkerra (PSE-EE) | 250.000                   | 350.000            | 31                      | 9                         | 9(-1)                         | 9(-1)                       | 25-27                       | +7/+9  |
| Partido Popular (PP)                                     | 45.000                    | 180.000            | 16                      | 7(-1)                     | 3                             | 4(+1)                       | 13-15                       | -2/0   |
| Ezker Batua-Berdeak (EBB)                                | 50.000                    | 50.000             | 5                       | 1                         | 1                             | 1                           | 3                           | 0      |
| Eusko Alkartasuna (EA)                                   | 45.000                    | 50.000             | 4                       | 1(-1)                     | 2                             | 0(+1)                       | 2-4                         | -5/-3a |
| Aralar                                                   | 25.000                    | 30.000             | 3                       | 0                         | 1                             | 0                           | 1                           | 0      |
| (Batasuna)b                                              | 100.000                   | -                  | -                       | 0                         | 0                             | 0                           | 0                           | -9     |

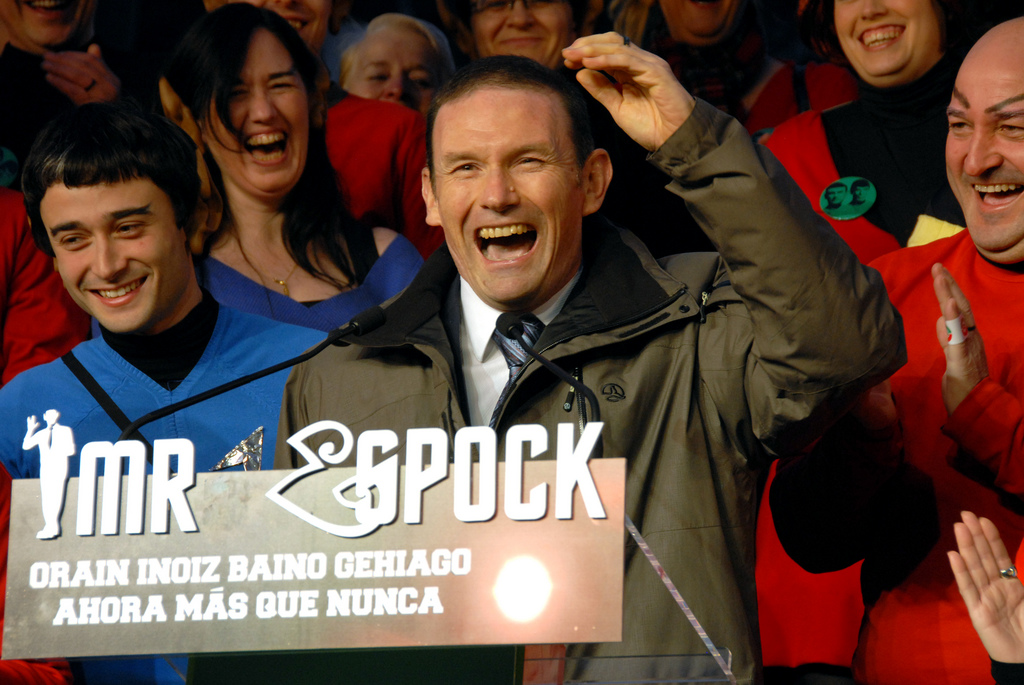
Juan José Ibarretxe, cuyo parecido con el Señor Spock ha sido frecuentemente comentado, rodeado de militantes y candidadatos de su partido disfrazados de trekkies durante un acto de campaña de las elecciones autonómicas de 2009 que coincidió en fechas con los Carnavales.

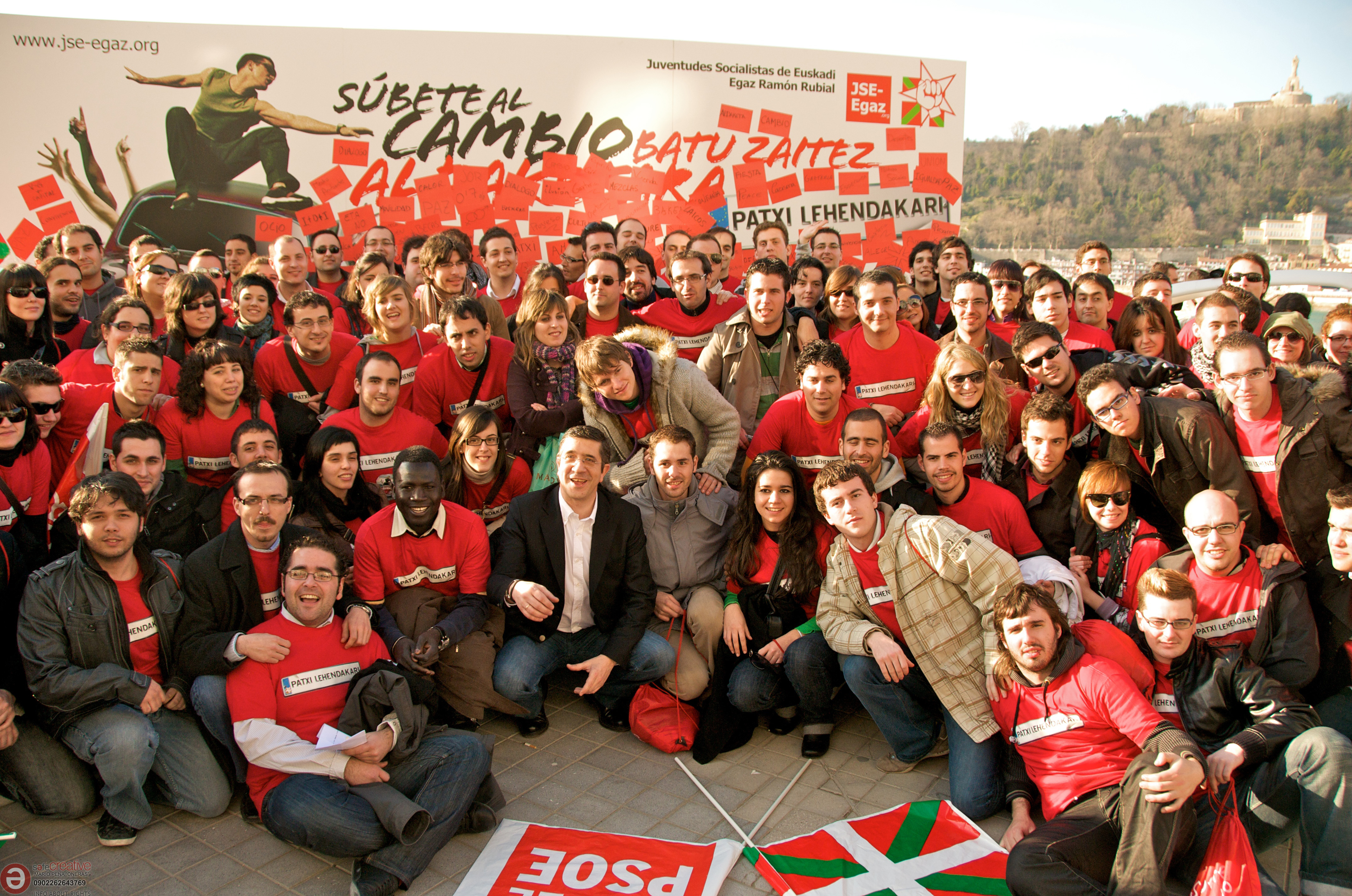
Patxi López en el paseo de La Concha de San Sebastián junto a miembros de las Juventudes Socialistas de Euskadi durante el día de carnaval, en plena campaña para las autonómicas vascas de 2009.

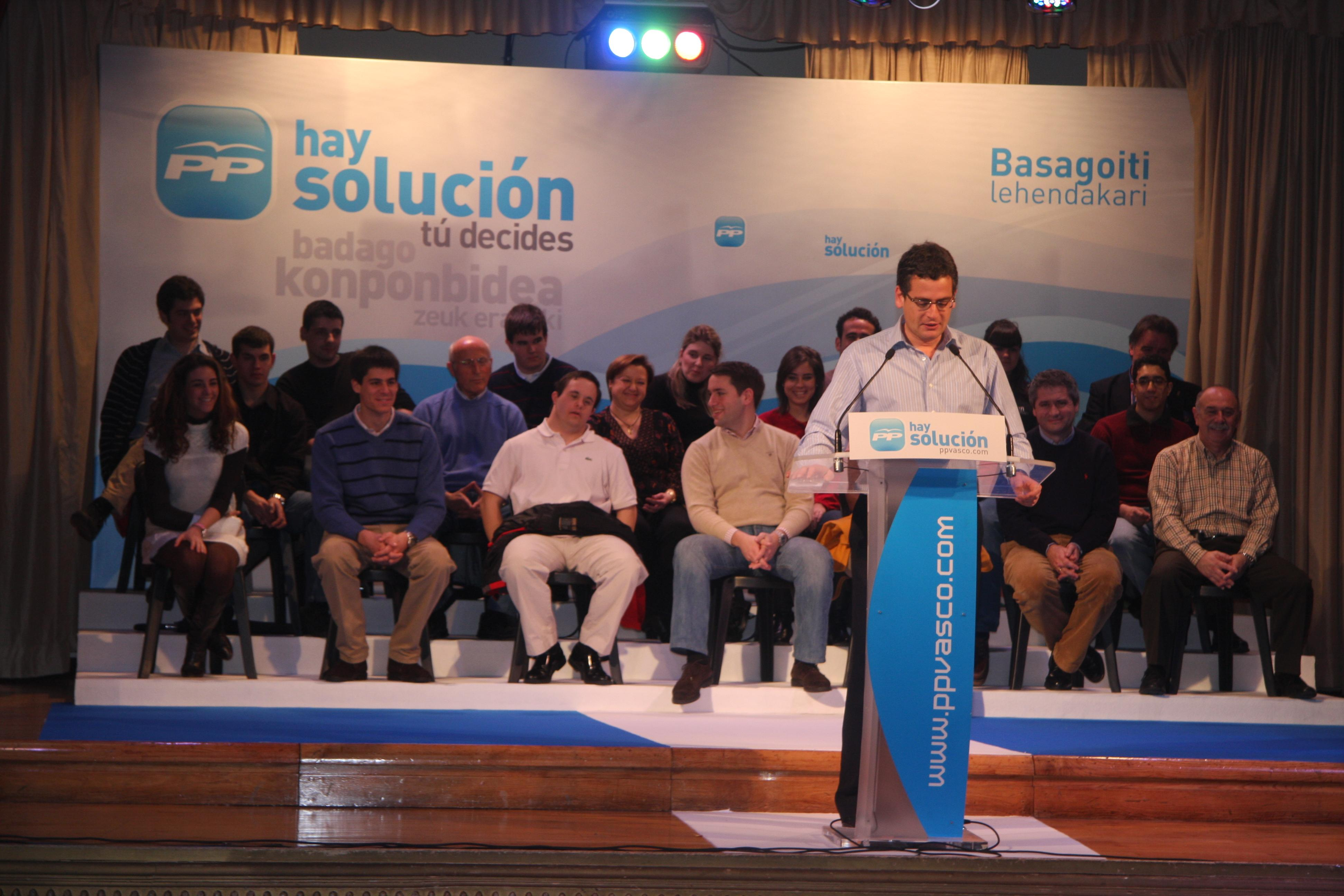
Antonio Basagoiti en un mitin en Guecho.

aEn las listas de coalición PNV-EA, 22 de los 29 diputados pertenecían al PNV y los 7 restantes a EA.

bComo representante de la "izquierda abertzale ilegalizada". Ante la previsión de no poder participar en las elecciones, Euskobarómetro no proyecta la estimación de voto. La diferencia de escaños se da respecto a EHAK-PCTV

## Candidatos

### Candidatos a la presidencia del Gobierno Vasco
Los cabezas de lista fueron Juan José Ibarretxe por el PNV, Antonio Basagoiti por el PP, Patxi López por el PSE-EE, Javier Madrazo por EB-B y Unai Ziarreta por EA. Tanto Aralar como Unión Progreso y Democracia confirmaron que no presentarían candidato a lendakari.
Javier Madrazo se presentó por quinta vez, Juan José Ibarretxe por cuarta vez, Patxi López por segunda vez, y tanto Antonio Basagoiti como Unai Ziarreta se presentaron por primera vez como candidatos a lendakari.

### Candidatos por circunscripciones
En las elecciones al Parlamento Vasco existen tres circunscripciones: Álava, Guipúzcoa y Vizcaya.
| Cabeza de lista por circunscripción |                       |                       |                   |
| Partido                             | Álava                 | Guipúzcoa             | Vizcaya           |
| EAJ-PNV                             | Juan José Ibarretxe   | Joseba Egibar         | Izaskun Bilbao    |
| PSE-EE                              | Txarli Prieto         | Iñaki Arriola         | Patxi López       |
| PP                                  | Iñaki Oyarzabal       | Arantza Quiroga       | Antonio Basagoiti |
| EA                                  | Rafael Larreina       | Jesús Mari Larrazabal | Unai Ziarreta     |
| EB-B                                | José Miguel Fernández | Mikel Arana           | Javier Madrazo    |
| Aralar                              | Mikel Basabe          | Aintzane Ezenarro     | Daniel Maeztu     |
| UPyD                                | Gorka Maneiro         | Maleni San Vicente    | Lidia Brancas     |

También se presentaron los siguientes partidos o coaliciones: en las tres circunscripciones se presentaron D3M, Askatasuna (ambas listas anuladas por el Tribunal Supremo), Berdeak - Los Verdes y el Partido por un Mundo más Justo (PUM+J); en Álava y Vizcaya se presentó el Partido Obrero Socialista Internacionalista (POSI); y solo por Vizcaya, el Partido Carlista, el Partido Familia y Vida, el Partido Antitaurino contra el Maltrato Animal (PACMA) y el Partido Humanista.

## Encuestas
| Partido                                                  | Medio fecha                      | Medio fecha                      | Medio fecha                      | Medio fecha                  | Medio fecha                  | Medio fecha                  | Medio fecha                  | Medio fecha                  | Medio fecha                  | Medio fecha                   | Medio fecha                   | Medio fecha                   | Medio fecha               | Medio fecha               | Medio fecha               | Medio fecha                          | Medio fecha                          | Medio fecha                          | Medio fecha                    | Medio fecha                    | Medio fecha                    |
| Partido                                                  | Euskobarómetro Noviembre de 2008 | Euskobarómetro Noviembre de 2008 | Euskobarómetro Noviembre de 2008 | Público 8 de febrero de 2009 | Público 8 de febrero de 2009 | Público 8 de febrero de 2009 | Público 8 de febrero de 2009 | Público 8 de febrero de 2009 | Público 8 de febrero de 2009 | La Razón 9 de febrero de 2009 | La Razón 9 de febrero de 2009 | La Razón 9 de febrero de 2009 | CIS 12 de febrero de 2009 | CIS 12 de febrero de 2009 | CIS 12 de febrero de 2009 | Gobierno Vasco 16 de febrero de 2009 | Gobierno Vasco 16 de febrero de 2009 | Gobierno Vasco 16 de febrero de 2009 | El Mundo 22 de febrero de 2009 | El Mundo 22 de febrero de 2009 | El Mundo 22 de febrero de 2009 |
| Partido                                                  | %                                | Escaños                          | Dif.                             | %                            | Escaños                      | Dif.                         | %                            | Escaños                      | Dif.                         | %                             | Escaños                       | Dif.                          | %                         | Escaños                   | Dif.                      | %                                    | Escaños                              | Dif.                                 | %                              | Escaños                        | Dif.                           |
| Partido Nacionalista Vasco (EAJ-PNV)                     | 34                               | 26-28                            | +4/+6                            | 35                           | 28                           | +6                           | 32,4                         | 26                           | +4                           |                               | 28-30                         | +6/+8                         | 35,3                      | 27-28                     | +5/+6                     |                                      | 26-27                                | +4/+5                                | 36,2                           | 27-29                          | +5/+7                          |
| Partido Socialista de Euskadi-Euskadiko Ezkerra (PSE-EE) | 31                               | 25-27                            | +7/+9                            | 29                           | 25                           | +7                           | 26,6                         | 23                           | +5                           |                               | 26-27                         | +8/+9                         | 27,7                      | 26                        | +8                        |                                      | 26-27                                | +8/+9                                | 28,4                           | 22-25                          | +4/+7                          |
| Partido Popular (PP)                                     | 16                               | 13-15                            | -2/=                             | 11,7                         | 10-11                        | -5/-4                        | 10,8                         | 10                           | -5                           |                               | 13-14                         | -2/-1                         | 13,4                      | 11-12                     | -4/-3                     |                                      | 13                                   | -2                                   | 15,1                           | 12-14                          | -3/-1                          |
| Ezker Batua-Berdeak (EBB)                                | 5                                | 3                                | =                                | 5,3                          | 4-5                          | +1/+2                        | 4,9                          | 3-4                          | =/+1                         |                               | 3                             | =                             | 5,1                       | 3                         | =                         |                                      | 3                                    | =                                    | 5,2                            | 3                              | =                              |
| Eusko Alkartasuna (EA)                                   | 4                                | 2-4                              | -5/-3                            | 4,2                          | 3                            | -4                           | 4,6                          | 3                            | -4                           |                               | 1/2                           | -6/-5                         | 5,3                       | 3-4                       | -4/-3                     |                                      | 4                                    | -3                                   | 5,7                            | 3                              | -4                             |
| Aralar                                                   | 3                                | 1                                | =                                | 7,4                          | 3-4                          | +2/+3                        | 6,7                          | 3-4                          | +2/+3                        |                               | 1                             | =                             | 4,3                       | 3                         | +2                        |                                      | 2                                    | +1                                   | 3,5                            | 2                              | +1                             |
| Unión Progreso y Democracia (UPyD)                       |                                  | 0                                | 0                                | 3,2                          | 0-1                          | 0/+1                         | 3                            | 0-1                          | 0/+1                         |                               | 1                             | +1                            | 1,9                       | 0/1                       | 0/+1                      |                                      | 0                                    | 0                                    | 3,9                            | 2                              | +2                             |
| Batasuna y afinesa                                       |                                  |                                  |                                  |                              |                              |                              | 7,9                          | 6                            | -3                           |                               |                               |                               |                           |                           |                           | b                                    |                                      |                                      |                                |                                |                                |
| Tripartito (PNV-EB-EA) + Aralar                          |                                  | 31-35 (32-36)                    |                                  |                              | 35-36 (38-40)                |                              |                              | 32-33 (35-37)                |                              |                               | 32-35 (33-36)                 |                               |                           | 34 (37)                   |                           |                                      | 33-34 (35-36)                        |                                      |                                | 33-35 (35-37)                  |                                |

| Partido                                                  | Medio fecha                   | Medio fecha                   | Medio fecha                   | Medio fecha               | Medio fecha               | Medio fecha               | Medio fecha                                       | Medio fecha                                       | Medio fecha                                       | Medio fecha                   | Medio fecha                   | Medio fecha                   | Horquilla     |
| Partido                                                  | El País 22 de febrero de 2009 | El País 22 de febrero de 2009 | El País 22 de febrero de 2009 | ABC 22 de febrero de 2009 | ABC 22 de febrero de 2009 | ABC 22 de febrero de 2009 | El Diario Vasco / El Correo 22 de febrero de 2009 | El Diario Vasco / El Correo 22 de febrero de 2009 | El Diario Vasco / El Correo 22 de febrero de 2009 | Público 23 de febrero de 2009 | Público 23 de febrero de 2009 | Público 23 de febrero de 2009 | Horquilla     |
| Partido                                                  | %                             | Escaños                       | Dif.                          | %                         | Escaños                   | Dif.                      | %                                                 | Escaños                                           | Dif.                                              | %                             | Escaños                       | Dif.                          | Escaños       |
| Partido Nacionalista Vasco (EAJ-PNV)                     | 34,5                          | 27                            | +5                            | 37,6                      | 30                        | +8                        | 36,5                                              | 27-29                                             | +5/+7                                             | 34,1                          | 26-28                         | +4/+6                         | 26-30         |
| Partido Socialista de Euskadi-Euskadiko Ezkerra (PSE-EE) | 30,2                          | 26                            | +8                            | 31,9                      | 25-26                     | +7/+8                     | 32,2                                              | 26-28                                             | +8/+10                                            | 29,1                          | 23-25                         | +5/+7                         | 22-28         |
| Partido Popular (PP)                                     | 15,0                          | 13-14                         | -2/-1                         | 15,6                      | 13                        | -2                        | 13,9                                              | 11-12                                             | -4/-3                                             | 10,9                          | 9-11                          | -6/-4                         | 9-15          |
| Ezker Batua-Berdeak (EBB)                                | 5,2                           | 3                             | =                             | 5,8                       | 3                         | =                         | 4,5                                               | 2-3                                               | -1/=                                              | 6,0                           | 4                             | +1                            | 3-5           |
| Eusko Alkartasuna (EA)                                   | 4,7                           | 3                             | -4                            | 1,3                       | 0-1                       | -7/-6                     | 4,6                                               | 2-4                                               | -5/-3                                             | 5,0                           | 3-4                           | -4/-3                         | 0-4           |
| Aralar                                                   | 4,1                           | 2                             | +1                            | 3,6                       | 2-3                       | +1/+2                     | 5,1                                               | 3                                                 | +2                                                | 8,4                           | 6                             | +5                            | 1-6           |
| Unión Progreso y Democracia (UPyD)                       | 1,9                           | 0-1                           | 0/+1                          | 2,8                       | 1                         | +1                        | 2,5                                               | 1                                                 | +1                                                | 3,1                           | 1-3                           | +1/+3                         | 0-3           |
| Batasuna y afinesa                                       |                               |                               |                               |                           |                           |                           |                                                   |                                                   |                                                   |                               |                               |                               | 6c            |
| Tripartito (PNV-EB-EA) + Aralar                          |                               | 33 (35)                       |                               |                           | 33-34 (35-37)             |                           |                                                   | 31-36 (34-39)                                     |                                                   |                               | 33-36 (39-42)                 |                               | 31-36 (32-42) |

aDiferencia respecto a EHAK-PCTV. Se consideran D3M y Askatasuna.

bPublica una estimación de voto nulo del 7% sobre voto emitido en Alava, 15% en Guipúzcoa y 8% en Vizcaya.

cSólo una encuesta estimó la representación que podría obtener.

## Resultados

### General
| ← Elecciones al Parlamento Vasco de 2009 → | |                               |           |       |         |     |
| Lendakari y gobierno | Partido | Candidato                     | Votos     | %     | Escaños | +/- |
| - Lendakari: Patxi López - Gobierno: PSE-EE - Censo: 1.776.059 - Abstención: 627.362 (35,32%) - Votantes: 1.148.697 (64,68%) - Válidos: 1.047.758 (92,21%) - A candidaturas: 1.036.196 (98,90%) - En blanco: 11.562 (1,10%) - Nulos: 100.939 (8,79%) - Escaños a repartir: 75 | Euzko Alderdi Jeltzalea-Partido Nacionalista Vasco (EAJ-PNV)                                                   | Juan José Ibarretxe Markuartu | 399.600   | 38,14 | 30      | +8  |
| - Lendakari: Patxi López - Gobierno: PSE-EE - Censo: 1.776.059 - Abstención: 627.362 (35,32%) - Votantes: 1.148.697 (64,68%) - Válidos: 1.047.758 (92,21%) - A candidaturas: 1.036.196 (98,90%) - En blanco: 11.562 (1,10%) - Nulos: 100.939 (8,79%) - Escaños a repartir: 75 | Partido Socialista de Euskadi-Euskadiko Ezkerra (PSE-EE)                                                       | Patxi López Álvarez           | 318.112   | 30,36 | 25      | +7  |
| - Lendakari: Patxi López - Gobierno: PSE-EE - Censo: 1.776.059 - Abstención: 627.362 (35,32%) - Votantes: 1.148.697 (64,68%) - Válidos: 1.047.758 (92,21%) - A candidaturas: 1.036.196 (98,90%) - En blanco: 11.562 (1,10%) - Nulos: 100.939 (8,79%) - Escaños a repartir: 75 | Partido Popular (PP)                                                                                           | Antonio Basagoiti Pastor      | 146.148   | 13,95 | 13      | -2  |
| - Lendakari: Patxi López - Gobierno: PSE-EE - Censo: 1.776.059 - Abstención: 627.362 (35,32%) - Votantes: 1.148.697 (64,68%) - Válidos: 1.047.758 (92,21%) - A candidaturas: 1.036.196 (98,90%) - En blanco: 11.562 (1,10%) - Nulos: 100.939 (8,79%) - Escaños a repartir: 75 | Aralar | Aintzane Ezenarro Egurbide    | 62.514    | 5,97  | 4       | +3  |
| - Lendakari: Patxi López - Gobierno: PSE-EE - Censo: 1.776.059 - Abstención: 627.362 (35,32%) - Votantes: 1.148.697 (64,68%) - Válidos: 1.047.758 (92,21%) - A candidaturas: 1.036.196 (98,90%) - En blanco: 11.562 (1,10%) - Nulos: 100.939 (8,79%) - Escaños a repartir: 75 | Eusko Alkartasuna (EA)                                                                                         | Unai Ziarreta Bilbao          | 38.198    | 3,65  | 1       | -6  |
| - Lendakari: Patxi López - Gobierno: PSE-EE - Censo: 1.776.059 - Abstención: 627.362 (35,32%) - Votantes: 1.148.697 (64,68%) - Válidos: 1.047.758 (92,21%) - A candidaturas: 1.036.196 (98,90%) - En blanco: 11.562 (1,10%) - Nulos: 100.939 (8,79%) - Escaños a repartir: 75 | Ezker Batua-Berdeak (EB-B)                                                                                     | Javier Madrazo Lavín          | 36.373    | 3,47  | 1       | -2  |
| - Lendakari: Patxi López - Gobierno: PSE-EE - Censo: 1.776.059 - Abstención: 627.362 (35,32%) - Votantes: 1.148.697 (64,68%) - Válidos: 1.047.758 (92,21%) - A candidaturas: 1.036.196 (98,90%) - En blanco: 11.562 (1,10%) - Nulos: 100.939 (8,79%) - Escaños a repartir: 75 | Unión Progreso y Democracia (UPyD)                                                                             | Gorka Maneiro Labayen         | 22.233    | 2,12  | 1       | +1  |
| - Lendakari: Patxi López - Gobierno: PSE-EE - Censo: 1.776.059 - Abstención: 627.362 (35,32%) - Votantes: 1.148.697 (64,68%) - Válidos: 1.047.758 (92,21%) - A candidaturas: 1.036.196 (98,90%) - En blanco: 11.562 (1,10%) - Nulos: 100.939 (8,79%) - Escaños a repartir: 75 | Berdeak-Los Verdes                                                                                             |                               | 5.643     | 0,54  | 0       | =   |
| - Lendakari: Patxi López - Gobierno: PSE-EE - Censo: 1.776.059 - Abstención: 627.362 (35,32%) - Votantes: 1.148.697 (64,68%) - Válidos: 1.047.758 (92,21%) - A candidaturas: 1.036.196 (98,90%) - En blanco: 11.562 (1,10%) - Nulos: 100.939 (8,79%) - Escaños a repartir: 75 | Partido por un Mundo más Justo (PUM+J)                                                                         |                               | 3.072     | 0,29  | 0       | =   |
| - Lendakari: Patxi López - Gobierno: PSE-EE - Censo: 1.776.059 - Abstención: 627.362 (35,32%) - Votantes: 1.148.697 (64,68%) - Válidos: 1.047.758 (92,21%) - A candidaturas: 1.036.196 (98,90%) - En blanco: 11.562 (1,10%) - Nulos: 100.939 (8,79%) - Escaños a repartir: 75 | Zezenketen Aurkako eta Animalien Aldeko Alderdia - Partido Antitaurino contra el Maltrato Animal (ZAAAA-PACMA) |                               | 1.504     | 0,14  | 0       | =   |
| - Lendakari: Patxi López - Gobierno: PSE-EE - Censo: 1.776.059 - Abstención: 627.362 (35,32%) - Votantes: 1.148.697 (64,68%) - Válidos: 1.047.758 (92,21%) - A candidaturas: 1.036.196 (98,90%) - En blanco: 11.562 (1,10%) - Nulos: 100.939 (8,79%) - Escaños a repartir: 75 | Partido Obrero Socialista Internacionalista (POSI)                                                             |                               | 1.178     | 0,11  | 0       | =   |
| - Lendakari: Patxi López - Gobierno: PSE-EE - Censo: 1.776.059 - Abstención: 627.362 (35,32%) - Votantes: 1.148.697 (64,68%) - Válidos: 1.047.758 (92,21%) - A candidaturas: 1.036.196 (98,90%) - En blanco: 11.562 (1,10%) - Nulos: 100.939 (8,79%) - Escaños a repartir: 75 | Partido Familia y Vida (PFyV)                                                                                  |                               | 1.052     | 0,10  | 0       | =   |
| - Lendakari: Patxi López - Gobierno: PSE-EE - Censo: 1.776.059 - Abstención: 627.362 (35,32%) - Votantes: 1.148.697 (64,68%) - Válidos: 1.047.758 (92,21%) - A candidaturas: 1.036.196 (98,90%) - En blanco: 11.562 (1,10%) - Nulos: 100.939 (8,79%) - Escaños a repartir: 75 | Partido Humanista de Euskadi-Euskadiko Humanistak (PH)                                                         |                               | 418       | 0,04  | 0       | =   |
| - Lendakari: Patxi López - Gobierno: PSE-EE - Censo: 1.776.059 - Abstención: 627.362 (35,32%) - Votantes: 1.148.697 (64,68%) - Válidos: 1.047.758 (92,21%) - A candidaturas: 1.036.196 (98,90%) - En blanco: 11.562 (1,10%) - Nulos: 100.939 (8,79%) - Escaños a repartir: 75 | Euskalherriko Alderdi Karlista - Partido Carlista de Euskalherria (EKA)                                        |                               | 151       | 0,01  | 0       | =   |
| - Lendakari: Patxi López - Gobierno: PSE-EE - Censo: 1.776.059 - Abstención: 627.362 (35,32%) - Votantes: 1.148.697 (64,68%) - Válidos: 1.047.758 (92,21%) - A candidaturas: 1.036.196 (98,90%) - En blanco: 11.562 (1,10%) - Nulos: 100.939 (8,79%) - Escaños a repartir: 75 | Euskal Herrialdeetako Alderdi Komunista (EHAK)a                                                                | -                             | -         | -     | 0       | -9  |
| - Lendakari: Patxi López - Gobierno: PSE-EE - Censo: 1.776.059 - Abstención: 627.362 (35,32%) - Votantes: 1.148.697 (64,68%) - Válidos: 1.047.758 (92,21%) - A candidaturas: 1.036.196 (98,90%) - En blanco: 11.562 (1,10%) - Nulos: 100.939 (8,79%) - Escaños a repartir: 75 | En blanco | N/A                           | 11.562    | 1,10  | N/A     | N/A |
| - Lendakari: Patxi López - Gobierno: PSE-EE - Censo: 1.776.059 - Abstención: 627.362 (35,32%) - Votantes: 1.148.697 (64,68%) - Válidos: 1.047.758 (92,21%) - A candidaturas: 1.036.196 (98,90%) - En blanco: 11.562 (1,10%) - Nulos: 100.939 (8,79%) - Escaños a repartir: 75 | Válidos totales                                                                                                | N/A                           | 1.047.758 | 100   | N/A     | N/A |

a Ilegalizado acusado de vinculación con Batasuna y con la banda terrorista ETA.

### Por territorios históricos

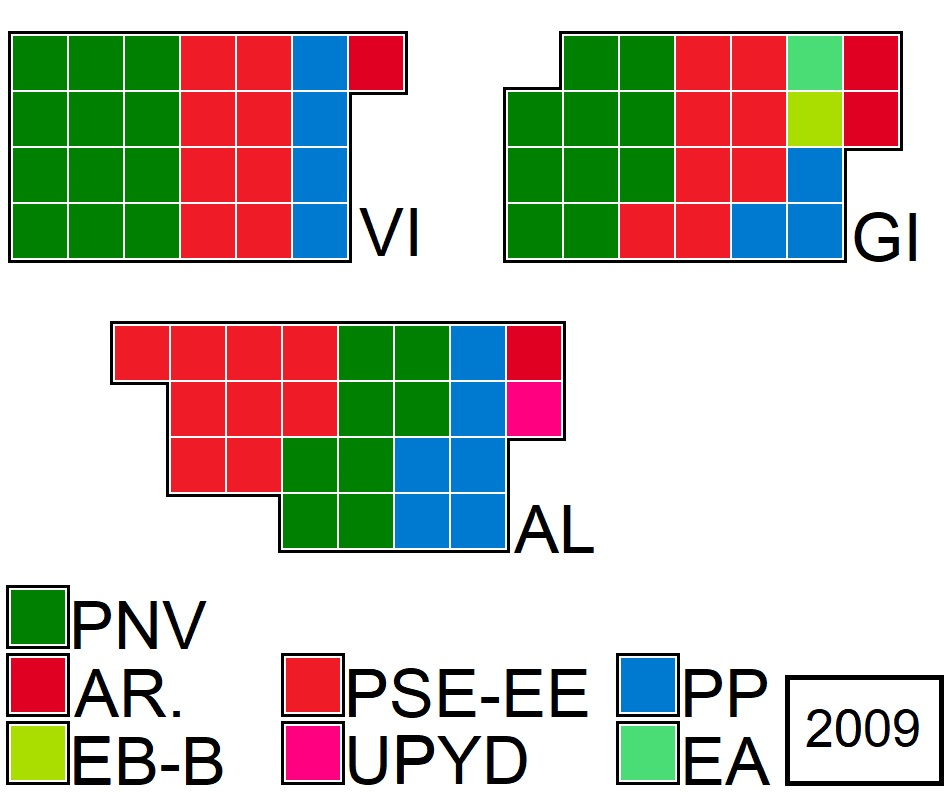
Reparto de escaños según la circunscripción

| Resultados por territorios históricos |        |        |         |       |           |           |           |           |         |         |         |         |            |            |            |            |
| Partido                               | Álava  | Álava  | Álava   | Álava | Guipúzcoa | Guipúzcoa | Guipúzcoa | Guipúzcoa | Vizcaya | Vizcaya | Vizcaya | Vizcaya | País Vasco | País Vasco | País Vasco | País Vasco |
| Partido                               | Votos  | %      | Escaños | +/-   | Votos     | %         | Escaños   | +/-       | Votos   | %       | Escaños | +/-     | Votos      | %          | Escaños    | +/-        |
| EAJ-PNV                               | 45.767 | 30,38% | 8       | 2     | 112.101   | 36,95%    | 10        | 4         | 241.732 | 41,53%  | 12      | 2       | 399.600    | 38,56%     | 30         | 8          |
| PSE-EE                                | 47.523 | 31,54% | 9       | 2     | 92.714    | 30,56%    | 8         | 3         | 177.875 | 30,56%  | 8       | 2       | 318.112    | 30,7%      | 25         | 7          |
| PP                                    | 32.188 | 21,36% | 6       | 1     | 32.123    | 10,59%    | 3         | =         | 81.837  | 14,06%  | 4       | 1       | 146.148    | 14,1%      | 13         | 2          |
| Aralar                                | 6.613  | 4,39%  | 1       | 1     | 31.262    | 10,3%     | 2         | 1         | 24.639  | 4,23%   | 1       | 1       | 62.514     | 6,03%      | 4          | 3          |
| EA                                    | 5.280  | 3,5%   | 0       | 2     | 15.885    | 5,24%     | 1         | 3         | 17.033  | 2,93%   | 0       | 1       | 38.198     | 3,69%      | 1          | 6          |
| EB-B                                  | 5.053  | 3,35%  | 0       | 1     | 11.240    | 3,7%      | 1         | =         | 20.080  | 3,45%   | 0       | 1       | 36.373     | 3,51%      | 1          | 2          |
| UPyD                                  | 5.990  | 3,98%  | 1       | 1     | 5.327     | 1,76%     | 0         | =         | 10.916  | 1,88%   | 0       | =       | 22.233     | 2,15%      | 1          | 1          |
| En blanco                             | 1.797  | 1,11%  | N/A     | N/A   | 3.793     | 1,07%     | N/A       | N/A       | 5.972   | 0,94%   | N/A     | N/A     | 11.562     | 1,10%      | N/A        | N/A        |
| Nulos                                 | 9.060  | 5,61%  | N/A     | N/A   | 47.908    | 13,49%    | N/A       | N/A       | 43.971  | 6,96%   | N/A     | N/A     | 100.939    | 8,79%      | N/A        | N/A        |

### El voto nulo
Tras la anulación de las candidaturas de D3M y Askatasuna, el entorno de la izquierda abertzale llamó al uso de las papeletas de D3M, las cuales serían contabilizadas como voto nulo. Este voto nulo superó las 100 000 papeletas, cuando en anteriores comicios representó 4035 votos, y fue reclamado como suyo por la izquierda abertzale radical, manifestando que hubieran conseguido siete representantes. Medios ajenos a esta izquierda abertzale relacionaron el incremento del voto nulo con la campaña de D3M, estimando que los votos de D3M podían diferir en unos 5000 del total de nulos, confirmando en algunos casos la atribución de siete escaños.
El ministro de Interior, Alfredo Pérez Rubalcaba, cifró los votos que se podían adjudicar a Batasuna en menos de 95 000
La siguiente tabla ofrece una proyección de resultados contabilizando el efecto de haber admitido como válido para D3M el voto que se publicó como nulo. Se recalcula el porcentaje de cada partido aplicando a continuación el sistema D'Hondt a todos aquellos que en cada provincia superen el 3 % de la proyección de "voto válido".
| Proyección de resultados (contabilizando el voto nulo) |                                                                                         |            |                  |            |            |            |            |            |
| Partido                                                | País Vasco                                                                              | País Vasco | País Vasco       | País Vasco | País Vasco | País Vasco | País Vasco | País Vasco |
| Partido                                                | Votos                                                                                   | Escaños    | +/- (resultados) | +/- (2005) |            |            |            |            |
| EAJ-PNV                                                | 399.600                                                                                 | 28         | -2               | +6         |            |            |            |            |
| PSE-EE                                                 | 318.112                                                                                 | 23         | -2               | +5         |            |            |            |            |
| PP                                                     | 146.148                                                                                 | 11         | -2               | -4         |            |            |            |            |
| Atribuidos a D3M                                       | 100.939 (total de nulos, reclamados por D3M), ≈ 96.000, < 95.000 (Ministro de Interior) | 7          | +7               | -2 a       |            |            |            |            |
| Aralar                                                 | 62.514                                                                                  | 4          | =                | +3         |            |            |            |            |
| EA                                                     | 38.198                                                                                  | 1          | =                | -6         |            |            |            |            |
| EB-B                                                   | 36.373                                                                                  | 0          | -1               | -3         |            |            |            |            |
| UPyD                                                   | 22.233                                                                                  | 1          | =                | +1         |            |            |            |            |
| Otros                                                  | 13.018                                                                                  |            |                  |            |            |            |            |            |
| En blanco                                              | 11.562                                                                                  |            |                  |            |            |            |            |            |

aRespecto a EHAK-PCTV.

### Consecuencias inmediatas
Ni el líder de Eusko Alkartasuna, Unai Ziarreta, ni el de Ezker Batua, Javier Madrazo consiguieron revalidar sus actas de parlamentario (ambos se presentaban como cabezas de lista por Vizcaya). La misma noche del 1 de marzo Ziarreta puso su cargo de presidente de Eusko Alkartasuna a disposición del partido. El 4 de marzo Serafín Llamas, secretario de organización de Ezker Batua, anunció su dimisión y la del coordinador general Javier Madrazo debido a los resultados de estas elecciones.

## Investidura del lendakari
El 5 de mayo, Patxi López fue investido lendakari en primera votación con el voto de los parlamentarios de PSE-EE, PP y UPyD. El 7 de mayo prometió el cargo.
| Fecha                                                 | Voto                          |    |    |    |   |   |   |   | Total |
| ----------------------------------------------------- | ----------------------------- | -- | -- | -- | - | - | - | - | ----- |
| 5 de mayo de 2009 Mayoría requerida: Absoluta (38/75) | Patxi López (PSE-EE)          |    | 25 | 13 |   |   |   | 1 | 39/75 |
| 5 de mayo de 2009 Mayoría requerida: Absoluta (38/75) | Juan José Ibarretxe (EAJ-PNV) | 30 |    |    | 4 | 1 |   |   | 35/75 |
| 5 de mayo de 2009 Mayoría requerida: Absoluta (38/75) | Abstención                    |    |    |    |   |   | 1 |   | 1/75  |